# Beaulieu, Hérault
Beaulieu är en kommun i departementet Hérault i regionen Occitanien i södra Frankrike. Kommunen ligger i kantonen Castries som tillhör arrondissementet Montpellier. År 2022 hade Beaulieu 2 239 invånare.

## Befolkningsutveckling
Antalet invånare i kommunen Beaulieu
Referens:INSEE